# Franz Sauerwald
Franz Sauerwald (* 11. Juni 1894 in Spandau; † 20. Juni 1979 in Halle (Saale)) war ein deutscher Chemiker (Physikalische Chemie, Metallurgie).

## Leben
Sauerwald studierte Chemie an den Universitäten Würzburg und Göttingen und wurde 1920 in Göttingen promoviert. Danach habilitierte er sich 1922 an der Universität Breslau und wurde dort erst Privatdozent für Metallurgie und Hüttenkunde, dann 1926 außerordentlicher Professor. Während der Zeit des Nationalsozialismus an einer weiteren Hochschullaufbahn gehindert, wechselte er in die Industrie und arbeitete ab 1937 im Bitterfelder Werk der IG Farben auf dem Gebiet der Leichtmetalle. Er leitete dort 1941 bis 1945 die Forschungsabteilung. 1945 wurde er außerordentlicher und 1946 ordentlicher Professor für Physikalische Chemie an der Universität Halle und Direktor des Instituts für Physikalische Chemie mit Metall- und Werkstofflaboratorium. 1963 wurde er emeritiert. Sein Nachfolger wurde sein ehemaliger Doktorand Horst Sackmann.
Er war ein Pionier auf dem Gebiet der Metallforschung, wie seine zahlreichen Arbeiten über synthetische Metallkörper sowie zur Konstitutionsforschung an Leichtmetalllegierungen zeigen. 1953 wurde er Mitglied der Leopoldina. 1958 wurde er mit dem Nationalpreis der DDR ausgezeichnet. Für seine grundlegenden Beiträge zur Entwicklung der Pulvermetallurgie erhielt er 1964 die Plansee-Plakette. 1965 verlieh ihm die Bergakademie Freiberg die Ehrendoktorwürde. Er war Ehrenmitglied mehrerer wissenschaftlicher Gesellschaften und Mitherausgeber der Zeitschrift für Physikalische Chemie (ab 1954).
Er befasste sich mit flüssigen Mischphasen speziell von Metallschmelzen und deren Eigenschaften (Oberflächenspannung, Dichte, innere Reibung), wobei er auch Messmethoden entwickelte. Bei IG Farben befasste er sich unter anderem mit dem Sinterprozess, den er theoretisch beschrieb (1943), und mit Magnesium-Thorium- und Magnesium-Zirconium-Legierungen. Magnesiumlegierungen waren damals als Leichtbaumetall in der Luftfahrt wichtig. 1937 entdeckte er, dass durch Beimischung von Zirconium die Körner in der Magnesium-Zirconium-Mischung feiner werden, was als „Zirconium-Feinungseffekt“ bekannt wurde. Er meldete in den 1940er Jahren verschiedene Patente zu Magnesiumlegierungen (auch noch 1942 in den USA) und für Zink-Aluminium-Legierungen an.

## Veröffentlichungen (Auswahl)
- Lehrbuch der Metallkundes des Eisens und der Nichteisenmetalle. Springer, 1929, doi:10.1007/978-3-642-92199-5.
- Physikalische Chemie der metallurgischen Reaktionen: ein Leitfaden der theoretischen Hüttenkunde. Springer, 1930.